# Ta' det som en mand, frue
Ta’ det som en mand, frue (en danès Pren-t’ho com un home, dona) és una pel·lícula danesa que es va estrenar el 1975. Es coneix com a un clàssic del feminisme.
Fou estrenada el 24 de març de 1975 a Copenhaguen. La pel·lícula es va projectar al Festival Internacional de Cinema de Berlín al juliol d'aquell any, es va presentar a Suècia a partir de setembre de 1975, als EUA des de setembre de 1976 i es va projectar al Festival Internacional de Cinema de Toronto l'octubre de 1976 . A Alemanya, la pel·lícula es projectarà en danès amb subtítols.

## Argument
Ellen Rasmussen, de 50 anys, viu la vida d'una mestressa de casa en un matrimoni tradicional de classe mitjana. Va deixar l'escola aviat, es va casar aviat i va tenir dos fills que des de llavors han marxat de casa. Pateix el treball de neteja de la llar, el mal geni del seu marit Erik, les molestes funcions de representació, beu en secret i té tot el símptomes una neurosi.
Comença a pensar en els rols de gènere i el dictat d'una societat patriarcal. Somia amb una inversió de rols en què les dones assumeixen papers masculins, són caps a tot arreu, assetgen sexualment la seva secretària i gaudeixen de privilegis. Els homes porten tupé, cuiden de la llar, cuiden els nens i serveixen com a objectes sexuals. Es desperta del seu somni amb un crit i pateix una crisi nerviosa.
Per emancipar-se del seu buit, completa un curs per a una feina d'oficina. Les seves sol·licituds d'ocupació són rebutjades repetidament a causa de la seva edat. Finalment, troba una feina com a empleada en una fàbrica. Quan les treballadores demanen el mateix sou que els homes pel seu treball i es posen en vaga, ella hi participa i és acomiadada. Tanmateix, l'experiència de la vaga li ensenya que les dones poden tenir èxit i canviar les coses si són solidàries. Es queda amb el seu marit.

## Repartiment
- Tove Maës: Ellen Rasmussen
- Alf Lassen: Erik Rasmussen
- Flemming Quist Møller: Bent
- Cæcilie Nordgreen: Fräulein With, Bents Sekretärin
- Birgit Brüel: Grethe
- Hans Kragh-Jacobsen: Lars
- Berthe Qvistgaard: Karen
- Claus Strandberg: Harry
- Asta Esper Hagen Andersen: companya d'oficina d'Ellen
- Lone Lindorff: companya d'oficina de l'Ellen
- Arne Skovhus: gerent de personal

## Producció
Nehmen Sie es wie ein Mann, Madame! va ser la primera pel·lícula de Mette Knudsen (* 1943), Elisabeth Rygård (* 1946) i de l’arquitecta Li Vilstrup. Van formar el col·lectiu Røde Søster. Els guionistes i directors es van conèixer l'any 1972 en un campament per a dones. Es van preguntar per la baixa participació de les dones de 50 anys i més al campament.
Després van realitzar entrevistes a dones del mateix grup d'edat i a representants d'institucions socials. Van examinar els problemes que pateixen les dones sense formació professional a l'hora de buscar feina. Van decidir fer una pel·lícula comercial i van formar un equip de producció totalment femení.
La pel·lícula va ser rodada i produïda el 1974/1975. Durant el rodatge, tots els implicats es van reunir en un ple al matí. Tots els col·laboradors, dels actors al personal tècnic, rebien la mateixa retribució. La pel·lícula va ser finançada en un 70 per cent pel Det Danske Filminstitut, el suport addicional va venir d'una fundació i els participants també van renunciar a una part del seu sou.

## Crítiques
El Lexikon des internationalen Films va qualificar la pel·lícula com una "pel·lícula de tesi àmpliament precisa i divertida sobre problemes d'igualtat de drets a la família, el treball i la societat des del punt de vista d'un grup de dones daneses".
Die Zeit va opinar:
| «          | Més enllà de les bromes de cabaret, la pel·lícula del grup de dones danès 'Røde Søster' il·lustra l'absurd de les assignacions de paper convencionals". pel·lícula d'agitació alegre i juganera. | » |
| — Filmtips | |   |

L'escriptora Tove Ditlevsen va escriure al diari danès Politiken, la major part del públic femení del cinema va riure:
| «                                                                                   | Tot i que els homes del cinema eren de més joves, semblaven una mica ofesos: igual que el crític masculí que va escriure que tampoc és fàcil per a un home de cinquanta anys trobar feina. | » |
| — Nehmen Sie es wie ein Mann, Madame!, 5. Internationales Forum des deutschen Films | |   |